# Sicut umbra...
Словно тень… (лат. Sicut umbra...) — сочинение Луиджи Даллапикколы для меццо-сопрано и четырёх групп инструменталистов, написанное в 1970 году на стихотворения Хуана Рамона Хименеса из сборника «Камень и небо». Работа широко известна идеограммами созвездий в нотном тексте своей последней части.

## О названии
Название отсылает к строке Книги Иова (8:9), помещённой композитором в качестве постскриптума к произведению на последней странице партитуры: «sicut umbra dies nostri sunt super terram» («сень бо есть наше житие на земли»).

## Структура и состав
Сочинение состоит из четырёх частей, объединённых темой размышления о конечности земного существования:
1. Интродукция (без пения)
2. «Забвение» (El olvido)
3. «Воспоминание» (El recuerdo)
4. «Идеальная эпитафия моряку» (Epitafio ideal de un marinero)

Первая часть — инструментальная миниатюра в девять тактов для трёх флейт (флейта-пикколо, флейта, альтовая флейта), построенная в виде канона; во второй — голос сопровождается тремя кларнетами (кларнет-пикколо, кларнет ля/си-бемоль, бас-кларнет) и тремя струнными (скрипка, альт, виолончель); в третьей части состав расширяется тремя флейтами; в последней — к ним добавляются челеста, арфа и вибрафон.

## История написания
Сочинение стало первым написанным после окончания многолетней работы над «Улиссом»; год спустя после завершения партитуры оперы композитору под руку попался сборник испанской поэзии (книга хранилась в его домашней библиотеке с 1934 года), открыв который, он наткнулся на первые строки «Идеальной эпитафии моряка» Хименеса, заканчивавшиеся словом «firmamiento» («небесная твердь»). Показавшееся особенным звучание этого слова послужило исходным импульсом к написанию работы. К 30 июля 1970 года была написана заключительная её часть (композитор традиционно для себя начал с кульминации сочинения), затем, в середине августа, — предпоследняя; и т. д. «ракоходом» к открывающей работу «Интродукции». Лишь при подготовке к итальянской премьере сочинения Даллапиккола узнал от испанской солистки (Кармен Гонсалес), что «firmamiento» — это просто опечатка, а правильное написание слова идентично итальянскому («firmamento»).
Будучи первым сочинением, написанным после «Улисса», работа неизбежно несёт в себе отголоски оперы, на символическом и музыкальном уровнях: «лейтмотив моря» из «Улисса» цитируется здесь дважды (тт. 116 и 182), а последняя часть может служить своего рода эпитафией почившему в море дантову Улиссу.
Как и в случае с «Пятью песнями» и «Словами Святого Павла», сочинение было написано по заказу Фонда Элизабет Спрэг Кулидж.

## Идеограммы
В партитурах многих своих сочинений Даллапиккола использовал т. н. «идеограммы», то есть графическое представление в нотном тексте надмузыкальной идеи. Наиболее известны в этом отношении «Пять песен» с идеограммой Распятия в самом центре произведения, а также «Концерт на Рождественскую ночь 1956 года», где лигами образуется круг, соответствующий словам лауды Якопоне «Любовь, любовь, ты совершенный круг» (пер. М. Лозинского). «Словно тень…» является наиболее изощрённым и сложным образцом такого рода «музыки для глаз» во всём творчестве композитора. В последней части сочинения им представлены изображения созвездий Летучей Рыбы, Кассиопеи, Голубя, Большой Медведицы, Южного Треугольника, Малой Медведицы, Пегаса, Андромеды и Весов как они предстают на небе в ясную ночь (композитор имел привычку регулярно перед сном выходить из дома и отыскивать в небе любимые созвездия). Графика при этом согласована и с текстом, и с «потусторонней» тембровой гармонией сочинения. Изображения созвездий не были для Даллапикколы декоративным элементом, украсившим уже законченную работу: анализ сохранившихся рукописей показывает, что они были вплетены в её ткань уже с самых первых черновиков.
Идеи Даллапикколы были формально схожи с замыслами Кейджа в «Atlas eclipticalis» (1961-62) и Штокхаузена в «Sternklang» (1971). Дитрих Кемпер подчёркивает, однако, что ставшие расхожими в 1960—1970-е годы идеи «открытой» формы и алеаторики, задействованные в этих работах, оставались Даллапикколе предельно чуждыми. Хотя ритмически сами «созвездия» определены в тексте лишь более или менее схематично: в целях прозрачности и читаемости графики, где та становится достаточно сложной, они записаны целыми нотами, а ниже отдельной строкой следует вариант «расшифровки». В предисловии к партитуре композитор пишет, что рассчитывает на воображение исполнителей («con molta fantasia»).

## Посвящение
Сочинение посвящено памяти трагически ушедшей из жизни в результате несчастного случая дочери виолончелиста Амедео Бальдовино.

## Первые исполнения
Мировая премьера прошла 30 октября 1970 года в концертном зале Библиотеки Конгресса, в Вашингтоне: меццо-сопрано Джен Де Гаэтани с Современным камерным ансамблем Нью-Йорка п/у Артура Вайсберга. Итальянская премьера состоялась в Сиене 26 августа 1971 года. Партию меццо-сопрано исполнила Кармен Гонсалес. Дирижировал Золтан Пешко.

## Записи
- Меццо-сопрано Сибилла Михелов (Sybil Michelow) и Лондонская симфониетта п/у Гари Бертини. Издано в 1975 году на грампластинке Argo Zrg 791. Критикой отмечается очень высокий исполнительский уровень, особенно пения[6].

В Архиве Даллапикколы доступны для ознакомления записи с мировой и итальянской премьер, а также запись исполнения 1974 года в Чикаго п/у известного композитора Ральфа Шейпи (меццо-сопрано — Филлис Уносава). Кроме того, в сентябре 2012 года на фестивале «Данте 2021» была сделана концертная запись с контратенором.